# 安田銀行玉島支店強盗殺人事件
安田銀行玉島支店強盗殺人事件（やすだぎんこうたましましてんごうとうさつじんじけん）は、1933年（昭和8年）6月18日に日本の岡山県で発生した現職の警察官による強盗殺人事件。官給の制服を着用したうえでの凶行であったため、当局に衝撃を与えた。

## 概要

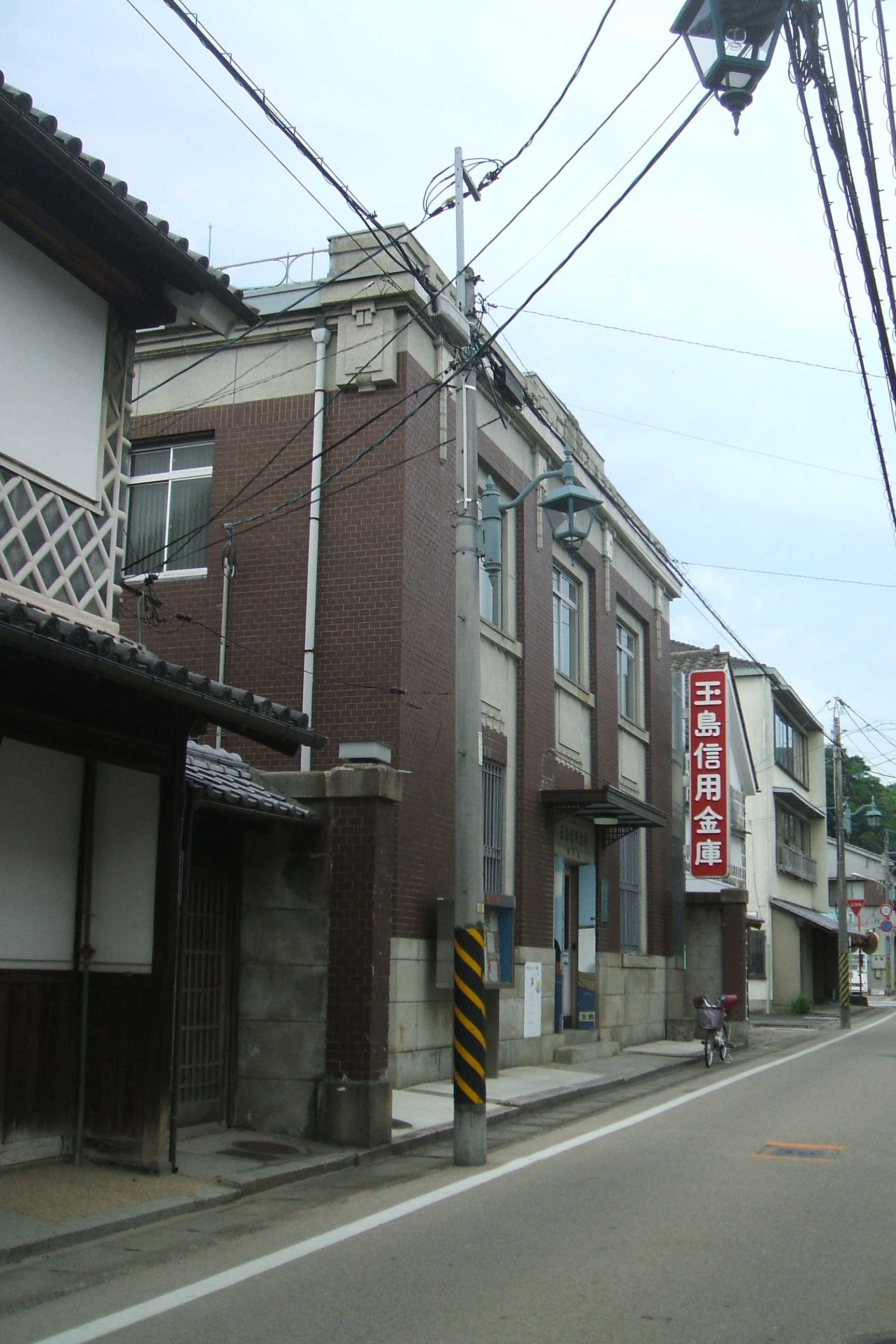
事件現場になった銀行（2012年撮影）

1933年6月18日午前1時ごろ、岡山県浅口郡玉島町（現在の倉敷市玉島中央町）にあった安田銀行（現みずほ銀行）玉島支店長の自宅へ制服姿の巡査が訪ねてきた。巡査が言うには「銀行員に不正の者がいて、いま警察で取調べをしているが、銀行の金庫の中を調べてほしい」と“捜査”に協力するようとの指示であった。
そのため支店長（当時40歳）と巡査は、支店長宅の隣にある銀行へ行った。しかし、いつまでたっても2人が戻ってこないため妻と小間使いが不審に思い行内にいったが誰もいなかった。そのため支店長次席を呼び、午前4時半ごろに金庫室を開けさせると、そこには支店長が絞殺されており、金庫から現金3万円（21世紀換算で2000万円相当）と有価証券が奪われていた。
犯人は巡査であるのが確実であった。そのうえ近隣の聞き込みから当時玉島では珍しい自動車が走っていた目撃証言が得られ、犯人は自動車で逃走したことが判明した。また県内の乗合自動車会社から当夜、ハイヤーが岡山や玉島方面を客を乗せ走っていたと名乗り出たことから、客もただちに判明し事件発覚後わずか4時間後に犯人は高飛び寸前に勤務先の派出所で逮捕された。

### 犯行動機
犯人は岡山県赤磐郡葛城村（現在の岡山市北区）の金川警察署葛城村巡査駐在所のO巡査（当時28歳）であった。Oはその年の1月まで玉島警察署に勤務しており支店長とは面識があり、支店長はOに対し疑いの念を抱いておらず、Oに背後から電気コードなどで絞め殺されてしまった。
Oの犯行の動機は、幼馴染で相思相愛の仲の芸妓Tを身請けするための大金が必要だったからであった。事件前日の17日に岡山であった際、彼女から自分を身請けしてほしいとせがまれ、そのためには2000円（21世紀換算で140万円）が必要といわれた。またOも玉島時代の借金200円が返済の目処がたっていなかったことから、その金銭欲しさに銀行強盗という凶行に及んだというものであった。

### 事件の影響
現職警察官による凶悪犯罪であったため、山本達雄内務大臣は自らの名で全国の警察官に対し厳重注意の戒告を発し、岡山県知事（当時は官選であり内務省官僚）と岡山県警察部長に異例の訓告が下された。またOの上司であった金川警察署署長は事件の責任を取り辞任した。

### 犯人のその後
強盗殺人を引き起こした警察官は検察に起訴され死刑が求刑された。また判事からも死刑判決が言い渡された。被告人となった警察官は大審院（現在の最高裁）に上告し争ったが確定した。1934年7月30日に広島刑務所で刑が執行された。

## その他
事件があった安田銀行玉島支店は1920年（大正9年）に第二十二国立銀行として建設された近代洋風建築であり、現在は玉島信用金庫西支店が入居している。